# Selecționata de fotbal a Murciei
Selecționata de fotbal a Murciei reprezintă provincia autonomă Murcia în fotbalul internațional. Nu este afiliată la FIFA sau UEFA, fiind reprezentată internațional de Echipa națională de fotbal a Spaniei. Joacă doar meciuri amicale.

## Meciuri selectate
| Dată        | Stadion |        | Adversar            | Scor  |
| ----------- | ------- | ------ | ------------------- | ----- |
| 23 dec 2008 | Murcia  | Murcia | Estonia             | 1 - 1 |
| 26 dec 2007 | Murcia  | Murcia | Guineea Ecuatorială | 1 - 0 |
| 30 dec 2006 | Murcia  | Murcia | Ecuador             | 3 - 0 |
| 28 dec 2005 | Murcia  | Murcia | Lituania            | 1 - 1 |

## Lot
- José María "Tudela" Martín (Málaga)
- Andrés Fernández Moreno (Osasuna)
- Antonio Robles Berengui (Badalona)
- Ángel Luís Robles (Alzira)
- Juan Zamora (Castellón)
- José Antonio Espín Puerta (Real Jaén)
- Mariano Sánchez Martínez (Cartagena)
- Rodri (Elche)
- Javi García (Benfica)
- Toché (Numancia)
- Óscar Sánchez Fuentes (Real Valladolid)
- Daniel Aquino Pintos (Real Murcia)
- Pedro Alcalá Guirado (Marbella)
- Pedro León (Real Valladolid)
- Juan Pedro Pina Martínez (Sangonera Atlético)
- Juan José Morillas Pedreño "Morillas" (Sangonera Atlético)
- Isaac Jové (Salamanca)
- Juan Valera (Racing Santander)
- Jesús Rodríguez Tato (Cartagena)
- Mista (Deportivo La Coruña)
- Quique Mateo (Sporting Gijón)
- Manuel Gómez Escámez "Manolo" (Rayo Vallecano)